# 拉沙佩勒迪布瓦
拉沙佩勒迪布瓦（法語：La Chapelle-du-Bois，法語發音：[la ʃapɛl dy bwa]）是法国萨尔特省的一个市镇，属于马梅尔斯区。

## 地理
拉沙佩勒迪布瓦（48°13'15"N, 0°35'33"E）面积16.53 平方千米，位于法国卢瓦尔河地区大区萨尔特省，该省份为法国西北部内陆省份，北起顺时针与奥恩省、厄尔-卢瓦省、卢瓦-谢尔省、安德尔-卢瓦尔省、曼恩-卢瓦尔省和马耶讷省接壤，是法国大西部的入口，连接卢瓦尔河谷、布列塔尼和巴黎盆地。
与拉沙佩勒迪布瓦接壤的市镇（或旧市镇、城区）包括：库德尔河畔圣日耳曼、貝爾納堡、德欧、贝卢勒特里沙尔、普雷瓦勒。

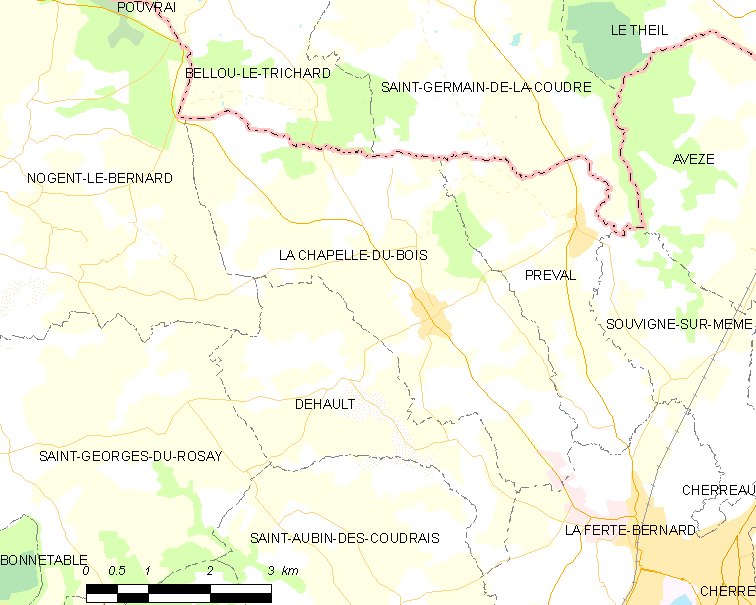
拉沙佩勒迪布瓦的OSM定位图

拉沙佩勒迪布瓦的时区为UTC+01:00、UTC+02:00（夏令时）。

## 行政
拉沙佩勒迪布瓦的邮政编码为72400，INSEE市镇编码为72062。

## 政治
拉沙佩勒迪布瓦所属的省级选区为贝尔纳堡县。

## 人口

1962-2008年间拉沙佩勒迪布瓦人口变化图示

拉沙佩勒迪布瓦于2022年1月1日时的人口数量为779人。